# Ficus tinctoria
Ficus tinctoria är en mullbärsväxtart. Ficus tinctoria ingår i släktet fikonsläktet, och familjen mullbärsväxter. Utöver nominatformen finns också underarten F. t. gibbosa.

## Bildgalleri

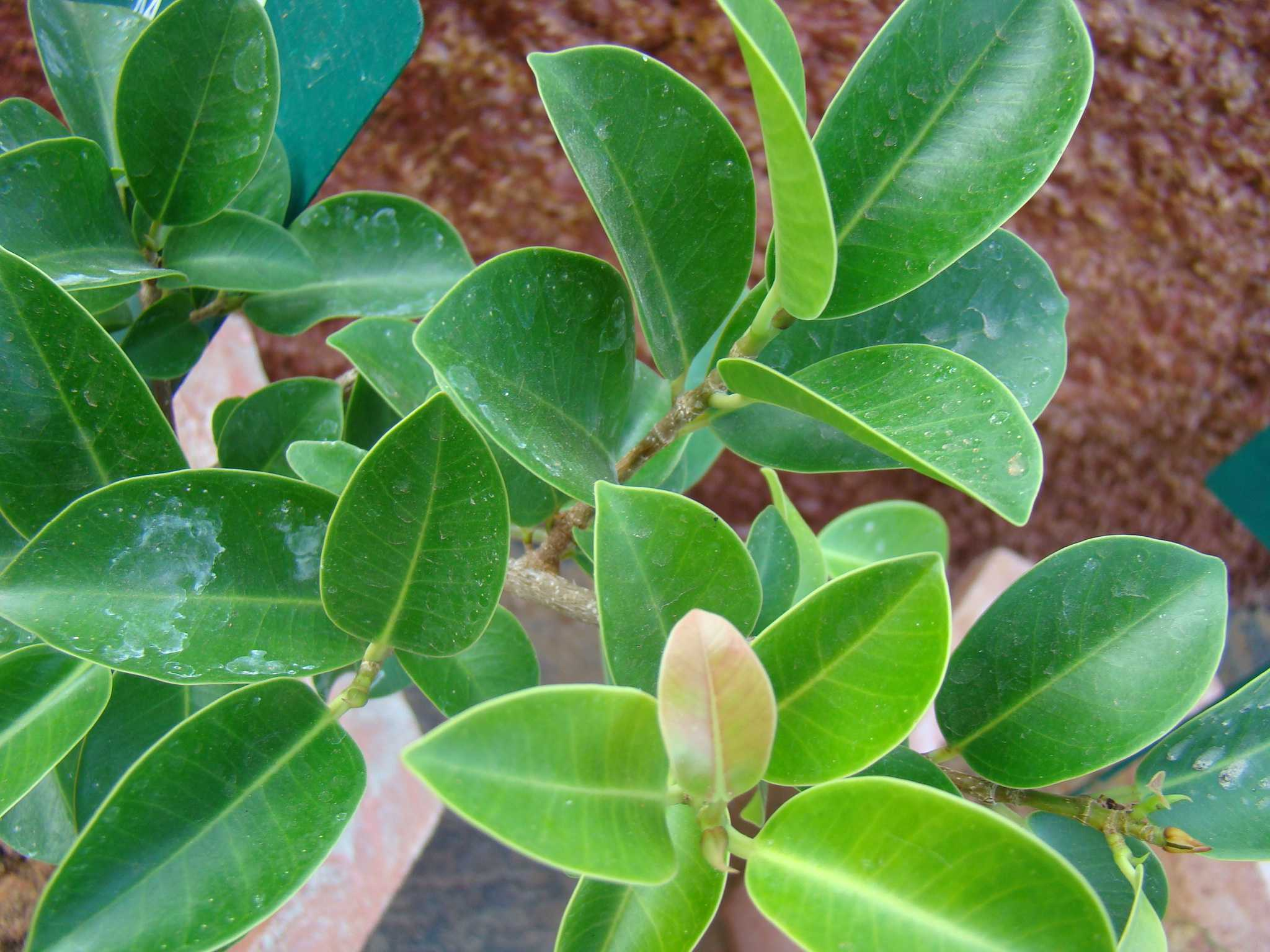